# Jorge Burruchaga
Jorge Luis Burruchaga, född 9 oktober 1962, är en argentinsk före detta fotbollsspelare. Han spelade oftast som mittfältare men även som anfallare och avgjorde VM-finalen 1986. Han är sedan 2012 manager för Atlético de Rafaela.

## Spelarkarriär

### Klubblag
Jorge Burruchaga startade sin karriär i Arsenal de Sarandí 1979 som då spelade i argentinska andradivisionen. 1982 köptes han av Independiente, där han debuterade mot Estudiantes 12 februari. Där vann han Primera División 1983, Copa Libertadores och den Interkontinentala cupen 1984.
1985 gick Burruchaga till franska FC Nantes där han stannade i sju år. Han gjorde även en säsong för Valenciennes där han var inblandad i en mutskandal i en match mot de regerande franska och europeiska mästarna Marseille. Marseilles mittfältare Jean-Jacques Eydelie och deras sportchef Jean-Pierre Bernes erbjöd Burruchaga och Jacques Glassmann en summa pengar för att lägga sig i matchen som Marseille vann med 1-0. Burruchaga tog emot mutan men sa sedan att han ångrade sig. Burruchaga blev senare avstängd från spel i sex månader när domen kom 15 maj 1995.
Jorge Burruchaga återvände sedan till sitt hemland för en comeback i Independiente där han vann Supercopa Libertadores och Recopa Sudamericana 1995. Hans sista match gjordes mot Vélez Sarsfield 10 april 1998.

### Landslag
Burruchaga var med i VM 1986 där han gjorde två mål, varav det andra var det matchavgörande 3-2 målet i finalen mot Västtyskland. Han deltog även i VM 1990 där han noterades för ett mål i turneringen. Totalt så gjorde Jorge Burruchaga 57 landskamper och 13 mål för Argentina.

## Tränarkarriär
Efter att Jorge Burruchaga avslutade sin spelarkarriär tog han över sin moderklubb Arsenal de Sarandí 2002. 2005 lämnade han för Estudiantes. Han gick därefter till Independiente, Banfield tillbaka till Arsenal och hamnade till slut i paraguayanska Libertad. I december 2012 återvände Burruchaga till Argentina för att träna Atlético Rafaela.

## Meriter

### Klubblag
Independiente
- Primera División: Metropolitano 1983
- Copa Libertadores: 1984
- Interkontinentala cupen: 1984
- Supercopa Libertadores: 1995
- Recopa Sudamericana: 1995

### Landslag
Argentina
- VM-guld: 1986
- VM-silver: 1990
- Brons i Copa América: 1989